# 三加茂自動車学校
株式会社三加茂自動車学校（みかもじどうしゃがっこう）は、徳島県三好郡東みよし町にある徳島県公安委員会指定の自動車教習所を運営する企業。

## 概要

### 取得免許
- 普通自動車免許（MT・AT）
- 普通自動二輪車免許
- 中型自動車免許

### 所在地
- 〒779-4701 徳島県三好郡東みよし町加茂1832

## 交通
- JR土讃線阿波池田駅前より送迎バスが出ている。